# Ізвєков В'ячеслав Андрійович
В'ячеслав Андрійович Ізвєков (рос. Вячеслав Андреевич Извеков; нар. 13 листопада 1947, Воронеж, РРФСР — пом. 4 жовтня 2004, Санкт-Петербург, Росія) — радянський футболіст, виступав на позиції захисника. Майстер спорту СРСР.

## Життєпис
Вихованець воронезького футболу. У 18 років був включений до юнацької збірної РРФСР. Вважався одним з найперспективніших центральних захисників країни. У 1965 році провів один матч за «Труд» (Воронеж). 1966 рік відіграв у складі ленінградського «Динамо», у 1967-1969 році грав за «Зеніт». Після провального для команди сезону 1967 року почав програвати конкуренцію в складі Михайлу Лохову і 1970 рік провів у складі «Політвідділу» (Ташкентська область). У 1971-1973 роках грав за ворошиловградську «Зорю», в чемпіонському сезоні 1972 року провів 7 матчів. Потім грав у ленінградському «Динамо» (Ленінград, 1973-1974, 1977) та «Сахаліні» (Южно-Сахалінськ) (1974).
Працював в Санкт-Петербурзі шофером. Помер 4 жовтня 2004 року.